# Tea Albini
Tea Albini (Firenze, 23 ottobre 1950) è una politica italiana.

## Biografia
Dipendente del movimento cooperativo, si occupa di amministrazione di piccole e medie cooperative.

## Carriera politica
Nel 1985 è eletta consigliere comunale a Firenze nelle liste del Partito Comunista Italiano. Nel 1989 è diventata assessore allo Sport del Comune di Firenze.
È stata rieletta nel '90 come consigliera.
Nel 1999 entra nella giunta di Leonardo Domenici come Assessore alle politiche per la Casa, Patrimonio Immobiliare Abitativo e non Abitativo, Programmazione Edilizia Residenziale Pubblica, Piani di Recupero Abitativo, Condono Edilizio. Nel 2004 viene confermata nella Giunta.
Nel 2008 si presenta alle elezioni nella lista per la Camera dei deputati per il Partito Democratico risultando la prima dei non eletti, mentre nel 2009 è stata nuovamente eletta consigliere comunale a Palazzo Vecchio. Il 7 giugno 2011 entra come deputata alla Camera al posto di Franco Ceccuzzi.
Si ripresenta, sempre per il PD, anche alle elezioni 2013, ma risulta ancora una volta la prima dei non eletti. Subentra nuovamente alla Camera con le dimissioni da deputato di Dario Nardella scelto da Renzi come nuovo Vicesindaco facente funzioni di Firenze.
Nel 2017 lascia il Partito Democratico per aderire ad Articolo 1 - Movimento Democratico e Progressista. Alle elezioni del 2018 si presenta con la lista di Liberi e Uguali senza risultare eletta.
A Firenze, si candida alle elezioni amministrative del 2019 con la civica Punto e a capo, in corsa solitaria. Tuttavia Tea Albini ottiene solamente 90 preferenze e la lista si ferma allo 0,43% (ultimo posto).